# زابچیکویل (تگزاس)
زابچیکویل (به انگلیسی: Zabcikville) یک منطقهٔ مسکونی در ایالات متحده آمریکا است که در شهرستان بل، تگزاس واقع شده‌است. زابچیکویل ۴۰ نفر جمعیت دارد.